# Wilhelmsgymnasium Kassel

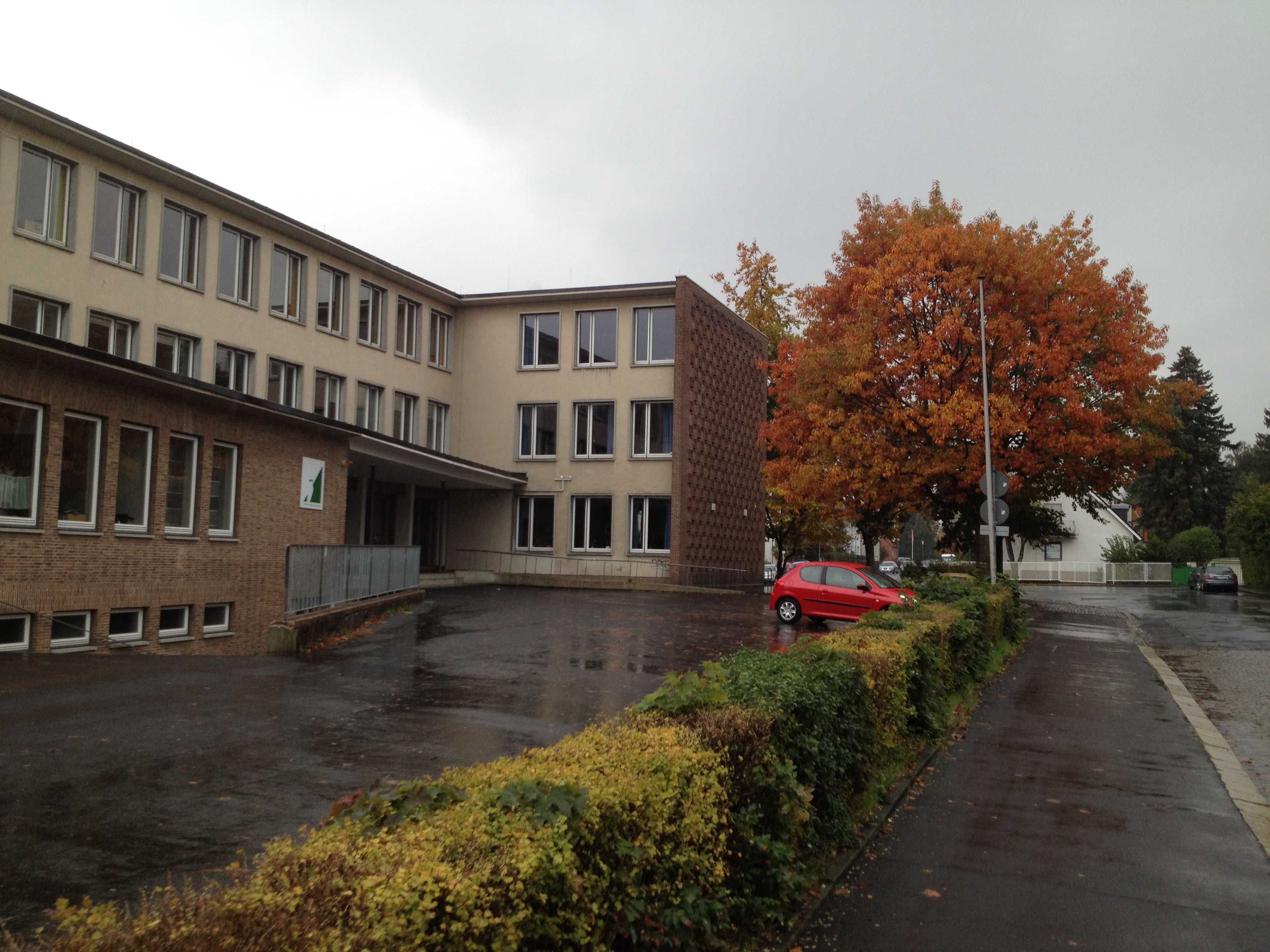
Außenansicht Haupteingang des Wilhelmsgymnasiums

Das Wilhelmsgymnasium Kassel (zwischenzeitlich „Wilhelmschule“, kurz „WG“) ist ein öffentliches Gymnasium in Kassel-Wilhelmshöhe.

## Geschichte

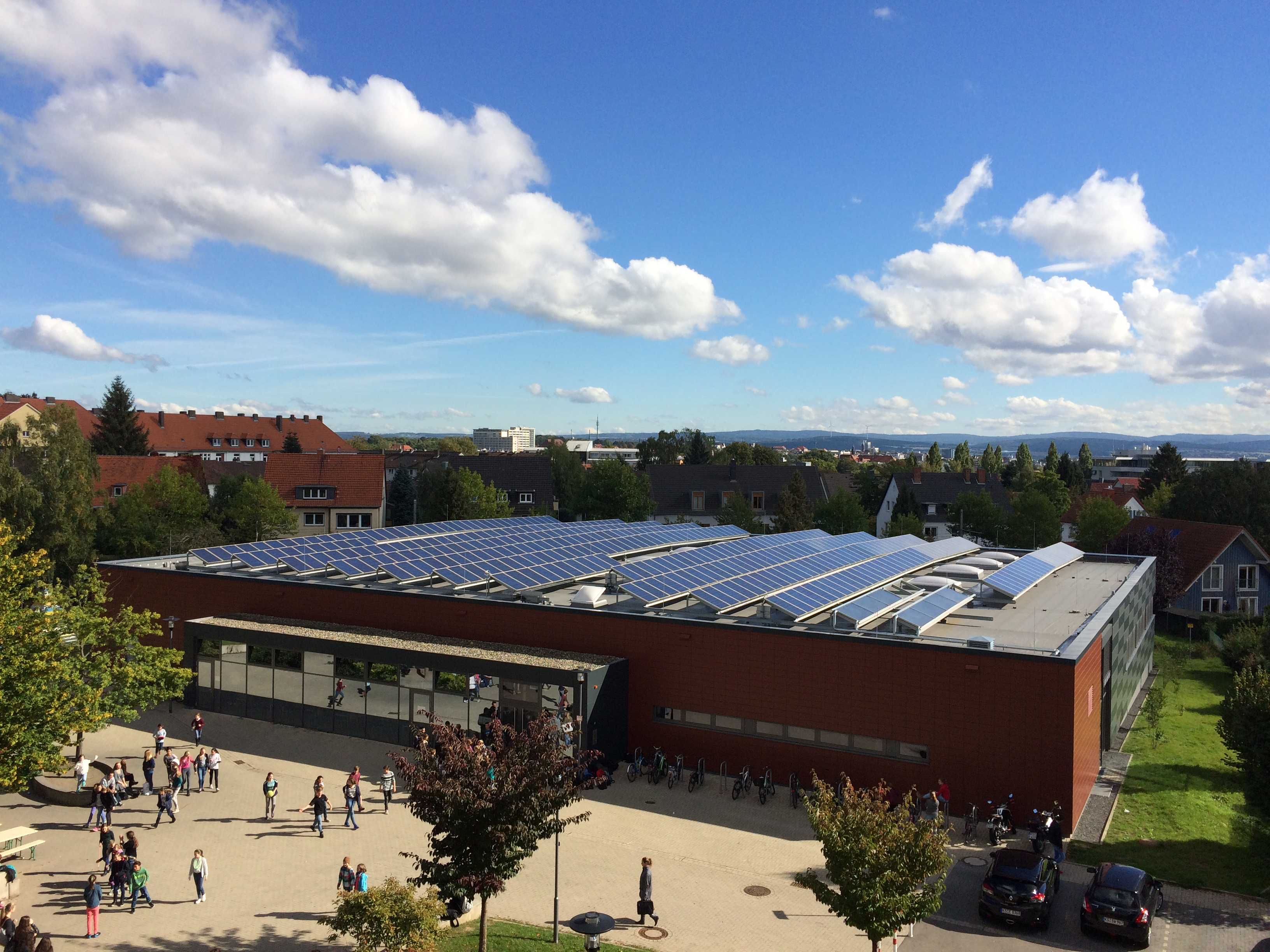
Blick vom Wilhelmsgymnasium auf die Sporthalle Bad Wilhelmshöhe

Am 4. Mai 1886 wurde das Königliche Wilhelms-Gymnasium in Kassel am Hanauschen Park oberhalb des Weinbergs eingeweiht. Ihren Namen erhielt die Schule nach dem preußischen König und deutschen Kaiser Wilhelm I. Aufgrund gestiegener Schülerzahlen, die vom Friedrichsgymnasium nicht mehr aufgenommen werden konnten, war der Bau vom preußischen Staat initiiert und finanziert worden. Ein Teil der Lehrer- und Schülerschaft des Friedrichsgymnasiums zog 1886 in die neu eingeweihte Schule. Diese wurde im Zweiten Weltkrieg zerstört.
Während des Zweiten Weltkrieges wurde die Schule von Oberstudiendirektor Paeckelmann geleitet. Dieser schuf dem 1936 aus Fritzlar vertriebenen katholischen Marianistenorden als Internatsbetreiber für die Wilhelmschule eine neue Wirkungsmöglichkeit und bewies in der Zeit vor der Bombardierung Kassels Weitsicht. Schüler der Unter- und Mittelstufe gingen im Sommer 1943 in leerstehende Militärbaracken auf den Truppenübungsplatz Schwarzenborn. Weitere Schüler kamen nach der Bombardierung hinzu. Sowjetische Kriegsgefangene und eine Wehrmachtsstrafkompanie waren weitere Bewohner. Der Unterricht begann zu Beginn des Jahres 1944. Im September 1944 musste die Wilhelmschule wegen zunehmender Bombengefahr und wegen Platzbedarfs der Wehrmacht nach Neukirchen umsiedeln.
Wegen Platzmangels gingen die jüngsten nach Berndorf bei Korbach und der Rest der Unterstufe sowie die Mittelstufe nach Wetter bei Marburg. Nach dem Einmarsch der Amerikaner erwies sich als äußerst nützlich, dass 1943 die Schüler Peter Scholl-Latour und Wolfgang Herzog als verfolgte Halbjuden in Kassel Abitur ablegen konnten. Ersterer kam von Westen mit Angehörigen der U. S. Army wieder nach Kassel und konnte aufgrund seines Erlebens Vertrauen der US-Amerikaner zu Direktor Paeckelmann herstellen. Am 30. Oktober 1945 wurde die Abteilung Neukirchen der Staatlichen Wilhelmschule aufgelöst und im Jahr 1946 nahm die Wilhelmschule in Kassel in der Torwache am Wilhelmshöher Platz ihren Schulbetrieb wieder auf. Viele Kasseler Schüler waren heimgekehrt. In Neukirchen hatte die Schulgemeinschaft durch Vertriebene erheblich zugenommen. Aus den dort Verbleibenden wurde die „Aufbauschule Neukirchen“ als Realgymnasium mit staatlicher Erlaubnis von der Evangelischen Landeskirche Kurhessen-Waldeck übernommen und später anerkannt.
Nach den provisorischen Lösungen, einschließlich einer zeitweiligen Auslagerung von 1947 bis 1950 nach Neukirchen, konnte erst 1959 der erste Bauabschnitt am heutigen Standort bezogen werden, drei Jahre später der gesamte Komplex – pünktlich zur Jubiläumsfeier des 75-jährigen Bestehens der Schule, die aus diesem Grund ein Jahr verspätet im Jahr 1962 stattfand. Der Architekt dieses Gebäudes, Werner Noell, war seinerzeit Leiter des Hochbauamtes Kassel. Aus dem im Krieg zerstörten Gebäude konnte lediglich eine Eulenbüste gerettet werden, die heute als Wahrzeichen im Eingangsbereich der Schule steht. Die Eule ist – als Symbol für Wissen und Weisheit in der griechischen Mythologie – zugleich das Wappentier der Schule.
Am 1. August 1968 wurde an der Wilhelmschule, wie das Wilhelmsgymnasium vorübergehend hieß, die Koedukation eingeführt. 1983 wurde die Schule durch einen weiteren Bau erheblich vergrößert. 2007 wurden im Neubau Räumlichkeiten für einen pädagogischen Mittagstisch geschaffen, im Februar 2009 begann neben der Schule der Bau einer neuen Drei-Felder-Turnhalle mit integrierter Mensa. Das Projekt wurde Anfang 2010 fertiggestellt. Aktuell besuchen ca. 1200 Schülerinnen und Schüler das Wilhelmsgymnasium. Von 2002 bis 2013 war Hans-Jürgen Ziegler, ein ehemals erfolgreicher Stabhochspringer, Schulleiter des Wilhelmsgymnasium.

## Schule und Schulleben

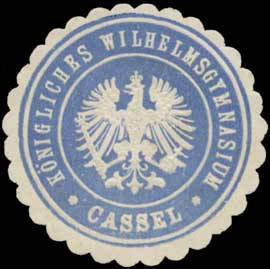
Siegelmarke K. Wilhelmsgymnasium Cassel

Das Schulgebäude ist in den Alt- und den Neubau unterteilt. Im vierstöckigen Altbau befinden sich im Keller die Fachschaften Biologie und Latein und das hauseigene Lehrschwimmbad sowie der „Pumakäfig“, in dem das Fach Darstellendes Spiel unterrichtet wird. Im Erdgeschoss befinden sich die Physikfachräume (einer ehemals Hörsaal) und eine Cafeteria, außerdem die Sporthalle, der SEK (Streitschlichtung) Raum, der Hausmeisterraum und die Toiletten. Im 1. Obergeschoss befinden sich neben der Verwaltung mit Sekretariat, den Büros der Schulleiter auch die Chemie-Räume und das Lehrerzimmer. Im zweiten Obergeschoss liegen die Kunst- und Musikräume und der Informatikfachraum.
Der Neubau besteht zu großen Teilen aus Klassenräumen, im Keller befindet sich die Lehrmittelbibliothek, ein Fotolabor, ein weiterer Musikraum und ein Bandraum. Bis zum Sommer 2010 waren dort zwei Speiseräume, die seit dem Schuljahr 2010/11 durch eine neue Mensa im Sporthallenneubau abgelöst wurden. Die dadurch frei gewordenen Räume dienen als Ersatz für einen in die Jahre gekommenen Pavillon, der im Zuge des Neubaus der Sporthalle abgerissen wurde.
Im ersten Stockwerk befindet sich der Medienraum.
Direkt neben der Schule befindet sich die neue Sporthalle Bad Wilhelmshöhe, die offiziell der Stadt Kassel gehört und von mehreren Schulen benutzt wird.
Am Fuldaufer wurde ein neues Bootshaus als Ersatz für das alte marode gebaut. Es ist als multifunktionales „WG-Haus“ seit 2011 verfügbar, hier sind zudem die Ruderboote des Rudervereins des Wilhelmsgymnasiums Kassel (RVWG) untergebracht.
Die Schule bietet verschiedene Arbeitsgemeinschaften und Aktivitäten an:
- Orchester
- Schulchor
- Knabenchor
- Rudern
- Darstellendes Spiel
- Roboter-AG „Kabotz“
- Physik-Club
- Umwelt-AG
- Turnen
- Hausaufgabenbetreuung

Das Wilhelmsgymnasium bietet den Schülern die Teilnahme an Austauschprogrammen an, namentlich mit Schulen in Brownsburg, Preston und Seattle (alle Vereinigte Staaten), Paris (Frankreich), Kanton Waadt (Romandie in der Schweiz) und Kapstadt (Südafrika).
Jedes Jahr am ersten Freitag im Dezember findet das „Budenfest“ statt, bei dem Klassen Weihnachtsartikel und Essen verkaufen und die Einnahmen an eine Organisation spenden.
Traditionell finden jedes Jahr ein Weihnachtskonzert, ein Sommerkonzert und ein Ehemaligenfest statt.
Der Knabenchor trat im November 2016 im Staatstheater Kassel mit dem Stück Coole Komponisten (Dirigent: Xin Tan, Moderation: Constanze Betzl) auf.
Seit 2020 ist das Wilhelmsgymnasium, vor allem durch das Engagement der Umwelt-AG, offiziell Umweltschule.

## Unterricht
Der Unterricht erfolgt von der fünften bis zur zehnten Klasse im Klassenverband, in den E- und Q-Phasen in Kursen. Die Schüler belegen ab der fünften Klasse Englisch als erste Fremdsprache, ab der siebten Klasse kommt entweder Französisch oder Latein hinzu. Ab der Oberstufe können zusätzlich Latein als dritte Fremdsprache (zusätzlich zu Französisch), Spanisch und Informatik belegt werden. Nebenbei wird auch noch Schwimmen in der 5. und 8. Klasse angeboten.

## Schwerpunkte
Das Wilhelmsgymnasium hat innerhalb seiner Organisation folgende Schwerpunkte gesetzt
- Begabtenförderung
- Studien- und Berufsorientierung
- Musikalischer Schwerpunkt (Chöre, Knabenchor, Orchester, Gesangsklasse, Stimmbildung)
- Fördermaßnahmen
- Gesundheitsfördernde Schule
- MINT-freundliche Schule

## Bekannte Lehrer
- Rudolf Weynand (1875–1952), von 1923 bis 1927 Direktor des Wilhelmsgymnasiums.
- Wolfgang Paeckelmann (1882–1970), von 1928 bis 1948 Direktor des Wilhelmsgymnasiums, 1925 Mitbegründer der Studienstiftung des deutschen Volkes.
- Heinrich Kamps (1896–1954), arbeitete 1925 für kurze Zeit am Wilhelmsgymnasium, 1949–1954 Direktor der Kunstakademie Düsseldorf, gehörte zu den im Nationalsozialismus verfemten Künstlern.
- Eduard Schick (1906–2000), Bischof von Fulda, war als Referendar von 1934 bis 1935 am Wilhelmsgymnasium tätig und wurde 1935 von den nationalsozialistischen Machthabern aus dem Schuldienst entlassen.[7]
- Friedrich Lotter (1924–2014), Historiker, unterrichtete ab 1953 Latein und Geschichte am Wilhelmsgymnasium.
- Horst Müller (1929–2020), Laienspiel-Regisseur und Autor.
- Herbert Fritsche (1934–2024), Historiker, lehrte bis 1963 am Wilhelmsgymnasium.
- Hans Eichel (* 1941), Oberbürgermeister von Kassel (1975–1991), Ministerpräsident des Landes Hessen (1991–1999), Bundesminister der Finanzen (1999–2005), war von 1970 bis 1975 Lehrer am Wilhelmsgymnasium.
- Hans-Jürgen Ziegler (* 12. Mai 1951), 1971 Deutscher Meister im Stabhochsprung, war von 2002 bis 2013 Schulleiter des Wilhelmsgymnasium.

## Ehemalige Schüler (Auswahl)
- Wilhelm Scheck (1877–nach 1931), Ingenieur, Bergbaumanager und Holzindustrieller, legte das Abitur 1897 am Wilhelmsgymnasium ab.
- Franz von Roques (1877–1967), deutscher Offizier, zuletzt General der Infanterie im Zweiten Weltkrieg. Abitur am Wilhelmsgymnasiun 1896.
- Fritz Luckhard (1878–1965), Studiendirektor und Heimatforscher, erlangte die Hochschulreife 1899 am Wilhelmsgymnasium.
- Wilhelm Ernst von Sachsen-Weimar-Eisenach (1876–1923), von 1901 bis zur Novemberrevolution 1918 der letzte Großherzog von Sachsen, besuchte mit seinem Bruder das Wilhelmsgymnasium.
- Bernhard Heinrich von Sachsen-Weimar-Eisenach (1878–1900), Prinz von Sachsen-Weimar-Eisenach und Herzog zu Sachsen, besuchte mit seinem Bruder ab 1890 das Wilhelmsgymnasium.
- Karl von Roques (1880–1949), deutscher Offizier, zuletzt General der Infanterie im Zweiten Weltkrieg. Abitur am Wilhelmsgymnasium 1899.
- Theodor Malcus (1881–1967), NSDAP-Mitglied, Landesmedizinaldirektor in Merxhausen, Gutachter am Erbgesundheitsgericht zu Kassel. Abitur am Wilhelmsgymnasium 1901.
- Karl Caspar (1883–1954), Pilot, Flugzeugbauunternehmer und Jurist, zählte als Flugzeugführer, der seine Prüfung noch vor dem Ersten Weltkrieg ablegte, zu den Alten Adlern.
- Fritz Hartung (1884–1973), Reichsgerichtsrat und nach 1945 bekannter Strafrechts- und Strafprozessrechtskommentator. Er legte im März 1903 das Abitur ab.
- Fritz Henkel (1886–1939), Konsul in Reval und Reichenberg. Abitur 1905.
- Ludwig Mühlhausen (1888–1956), Keltologe und Hochschullehrer an den Universitäten Berlin und Hamburg.
- Max Plaut (1888–1933), Rechtsanwalt und Notar, gilt als erstes Todesopfer der Nationalsozialisten in Kassel.
- Alfred Schubert (1889–1965), Kunsthistoriker, begründete 1933 das Gauarchiv der NSDAP in Düsseldorf.
- Friedrich Paulus (1890–1957), Generalfeldmarschall im Zweiten Weltkrieg und Oberbefehlshaber der im Kessel von Stalingrad vernichteten 6. Armee. Paulus legte 1909 auf dem Wilhelmsgymnasium das Abitur ab.
- Ludolf von Wedel-Parlow (1890–1970), Literaturwissenschaftler, legte sein Abitur 1911 am Wilhelmsgymnasium ab.
- Justus Weihe (1891–1980), Jurist und Landrat des Landkreises Siegen während des Nationalsozialismus.
- Kurt Kersten (1891–1962), Historiker, Autor und Publizist, legte sein Abitur 1910 am Wilhelmsgymnasium ab.
- Roland Freisler (1893–1945), Präsident des Volksgerichtshofs, legte sein Abitur 1912 am Wilhelmsgymnasium ab.
- Rudolf Vaupel (1894–1945), Direktor des Staatsarchivs im Marburg, legte sein Abitur 1912 am Wilhelmsgymnasium ab
- Josias zu Waldeck und Pyrmont (1896–1967), SS-Obergruppenführer, General der Polizei und Waffen-SS, legte sein Abitur 1914 am Wilhelmsgymnasium ab.
- Paul von Waldthausen (1897–1965), Unternehmer, Maler, Fotograf und Innenarchitekt.
- Georg Wittig (1897–1987), Chemiker und Träger des Nobelpreises für Chemie 1979
- Heinrich Lauber (1899–1979), Mediziner, besuchte von 1909 bis 1917 das Wilhelmsgymnasium und verließ dieses mit dem Notabitur.
- Waldemar Klingelhöfer (1900–1977), SS-Sturmbannführer in der Einsatzgruppe B, 1948 als Kriegsverbrecher zum Tode verurteilt. Klingelhöfer erhielt 1919 sein Abitur am Wilhelmsgymnasium.[8]
- Karl Lasch (1904–1942), Jurist im Nationalsozialismus
- Ernst August Lassen (1905–1985), Oberst in der Wehrmacht und General in der Bundeswehr, bestand hier 1925 das Abitur.[9]
- Karl Brethauer (1906–1992), Abitur 1925, deutscher Lehrer, Stabseinsatzführer im Einsatzstab Reichsleiter Rosenberg, Ortsheimatpfleger in Hann. Münden (1982 Ehrenring der Stadt Hann. Münden, 2012 entzogen)
- Kurt Sachweh (1906–1961), besuchte das Wilhelmsgymnasium 1920 bis 1926, nationalsozialistischer Funktionär und deutscher Politiker (GB/BHE)
- Franz Nüßlein (1909–2003), während des Zweiten Weltkriegs als Jurist im Nationalsozialismus, in der Bundesrepublik Deutschland ab 1955 als Diplomat tätig
- Adam von Trott zu Solz (1909–1944), Jurist, Diplomat und Widerstandskämpfer gegen den Nationalsozialismus
- Theodor Ballauff (1911–1995), Pädagoge und Professor an den Universitäten Köln und Mainz, Abitur am WG 1930.
- Herbert von Buttlar (1912–1976), Klassischer Archäologe und Wissenschaftsmanager.
- Klaus-Ditmar Bachmann (1922–2005), Pädiater und Hochschullehrer, 1969–1987 Direktor der Universitäts-Kinderklinik an der Westfälischen Wilhelms-Universität Münster, Abitur am WG 1940.
- Reimar Lüst (1923–2020), Präsident der Max-Planck-Gesellschaft zur Förderung der Wissenschaften und Generaldirektor der Europäischen Weltraumorganisation ESA
- Hans Joachim Schaefer (1923–2007), 1959-1989 Chefdramaturg am Staatstheater Kassel, 1989 Preisträger der Goethe-Plakette des Landes Hessen, seit 2000 Ehrendoktor der Universität Kassel, legte sein Abitur 1941 am Wilhelmsgymnasium ab.
- Peter Scholl-Latour (1924–2014), deutscher Journalist und Publizist, legte sein Abitur 1943 am Wilhelmsgymnasium ab.
- Hermann Heußner (1926–1996), Richter des Bundesverfassungsgerichts a. D.
- Jochen Desel (1929–2023), Gründer des Deutschen Hugenottenmuseums, 1985–1999 Präsident der Deutschen Hugenotten-Gesellschaft, legte 1947 sein Abitur am Wilhelmsgymnasium ab.
- Herbert Günther (1929–2013), mehrfacher hessischer Minister. Absolvierte hier seine Schulzeit bis zum Abitur.[10]
- Ernst-Wolfgang Böckenförde (1930–2019), Staats- und Verwaltungsrechtler sowie Rechtsphilosoph, Richter des Bundesverfassungsgerichts a. D.
- Günter Wojaczek (1932–1997), Altphilologe und Fachdidaktiker der Alten Sprachen, besuchte im Zuge der Flucht seiner Familie aus Oberschlesien von Ostern 1946 bis März 1947 diese Schule.
- Dieter Grimm (* 1937), Richter des Bundesverfassungsgerichts a. D. legte 1957 am Wilhelmsgymnasium das Abitur ab.[11]
- Hans-Günther Sonntag (1938–2024), Mikrobiologe und Hochschullehrer, legte 1958 am Wilhelmsgymnasium das Abitur ab.
- Ludwig Streit (* 1938), theoretischer und mathematischer Physiker, gilt als einer der Begründer der White Noise Analysis.
- Hans Eichel (* 1941), Oberbürgermeister von Kassel (1975–1991), Ministerpräsident des Landes Hessen (1991–1999), Bundesminister der Finanzen (1999–2005) legte 1961 das Abitur ab.
- Ulf Eysel (* 1944), Neurophysiologe, Abitur am WG 1964.
- Michael Wiedemann (* 1949), Filmproduzent, legte 1968 das Abitur am Wilhelmsgymnasium ab.
- Michael Friedrich Vogt (1953–2025), Publizist, Dokumentarfilmer und politischer Aktivist, Abitur am WG 1972.
- Sabine Rossbach (* 1959), Journalistin und Hörfunkmoderatorin, Direktorin des NDR-Landesfunkhauses Hamburg (seit 2010).
- Hartmut El Kurdi (* 1964), Schriftsteller und Theaterregisseur, Abitur am WG 1985.
- Tim Staffel (* 1965), Schriftsteller, Abitur am WG 1985.
- Christian Geselle (* 1976), Oberbürgermeister von Kassel (2017–2023), Abitur am WG 1995.
- Katja Friedenberg (* 1986), Popsängerin
- Judith Caspari (* 1994), Musicaldarstellerin, Abitur am WG 2013.